# Azat (título)
Azat (en armenio: ազատ; plural, ազատք azatkʿ; colectivo ազատանի, azatani) era una clase de la nobleza armenia. El título llegó a designar inicialmente a la nobleza media y baja, en contraste con los najarark que eran los grandes señores. Desde la Edad Media tardía, el término y sus derivaciones se utilizaron para designar a todo el cuerpo de la nobleza.

## Historia
El término está relacionado con el iranio āzāt-ān, 'libre' o 'noble', que figuran como la clase más baja de la nobleza libre en la inscripción bilingüe (persa medio y parta) de Hajjiabad del rey Sapor I (r. 226–241), existiendo paralelos con la aznauri de Georgia.
Ya las instituciones armenias desde el siglo II incluían, por orden jerárquico, la monarquía, los najarares (o nobles), azats (o caballeros), ramiks (habitantes de la ciudad, trabajadores), shinakans (campesinos) y struks (esclavos).
Los azatkʿ o azatani eran una clase de nobles propietarios de tierras directamente subordinados a los príncipes y al rey, siendo los dueños de sus propios dominios y, al mismo tiempo, una clase de guerreros nobles, una orden ecuestre, cuyo vasallaje a las dinastías reinantes se expresaba, en primer lugar, en el deber, que también era un privilegio, de servir a la caballería feudal de sus señores, así como otras obligaciones. Parece plausible que disfrutaran de ciertos derechos menores de gobierno en sus propias tierras.
Los azatkʿ tuvieron participaron en los principales acontecimientos del país, como en la elección de los catholicós de Armenia según Fausto de Bizancio. Durante la invasión de Sapor II del reino de Armenia, Arsaces II (Arshak II), su esposa Farantzem y su hijo, el futuro rey Pap de Armenia, se escondieron con el tesoro armenio en la fortaleza de Artogerassa defendida por una tropa de azatkʿ. Su equivalencia con los caballeros medievales occidentales fue reconocida de inmediato cuando, durante las Cruzadas, las dos sociedades, armenias y francas, coexistieron. Así, el código armeno-cilicio del condestable Sembat (después de 1275) explica el significado de azat por dziavor, una adaptación armenia de caballero.